# Бакај (Аризона)
Бакај (енгл. Buckeye) град је у америчкој савезној држави Аризона. По попису становништва из 2010. у њему је живело 50.876 становника.

## Демографија
Према попису становништва из 2010. у граду је живело 50.876 становника, што је 44.339 (678,3%) становника више него 2000. године.
| Група             | 2000.         | 2010.          |
| Белци             | 3.748 (57,3%) | 25.375 (49,9%) |
| Афроамериканци    | 220 (3,4%)    | 3.618 (7,1%)   |
| Азијати           | 29 (0,4%)     | 913 (1,8%)     |
| Хиспаноамериканци | 2.396 (36,7%) | 19.489 (38,3%) |
| Укупно            | 6.537         | 50.876         |